# 張大千先生紀念館
張大千先生紀念館位於臺北市士林區外雙溪，為國立故宮博物院接受捐贈管理的紀念館。是中國近現代知名藝術家張大千親自設計興造雙層的四合院建築（建坪為222坪），院子打造成中國式庭園，佔地578坪。

## 歷史
- 1976年，張大千打算回台定居，因此選定在外雙溪建宅第「摩耶精舍」[1]。
- 1977年，張大千自美國舊金山移居回台。
- 1978年8月，完工。
- 1983年，完成最後一幅畫作《廬山圖》後於4月2日因心臟病復發而去世，骨灰安葬於摩耶精舍後院梅丘立石下。10月，家屬依其遺囑將摩耶精舍捐給國立故宮博物院成立「張大千先生紀念館」。

## 園區
建築
- 一樓

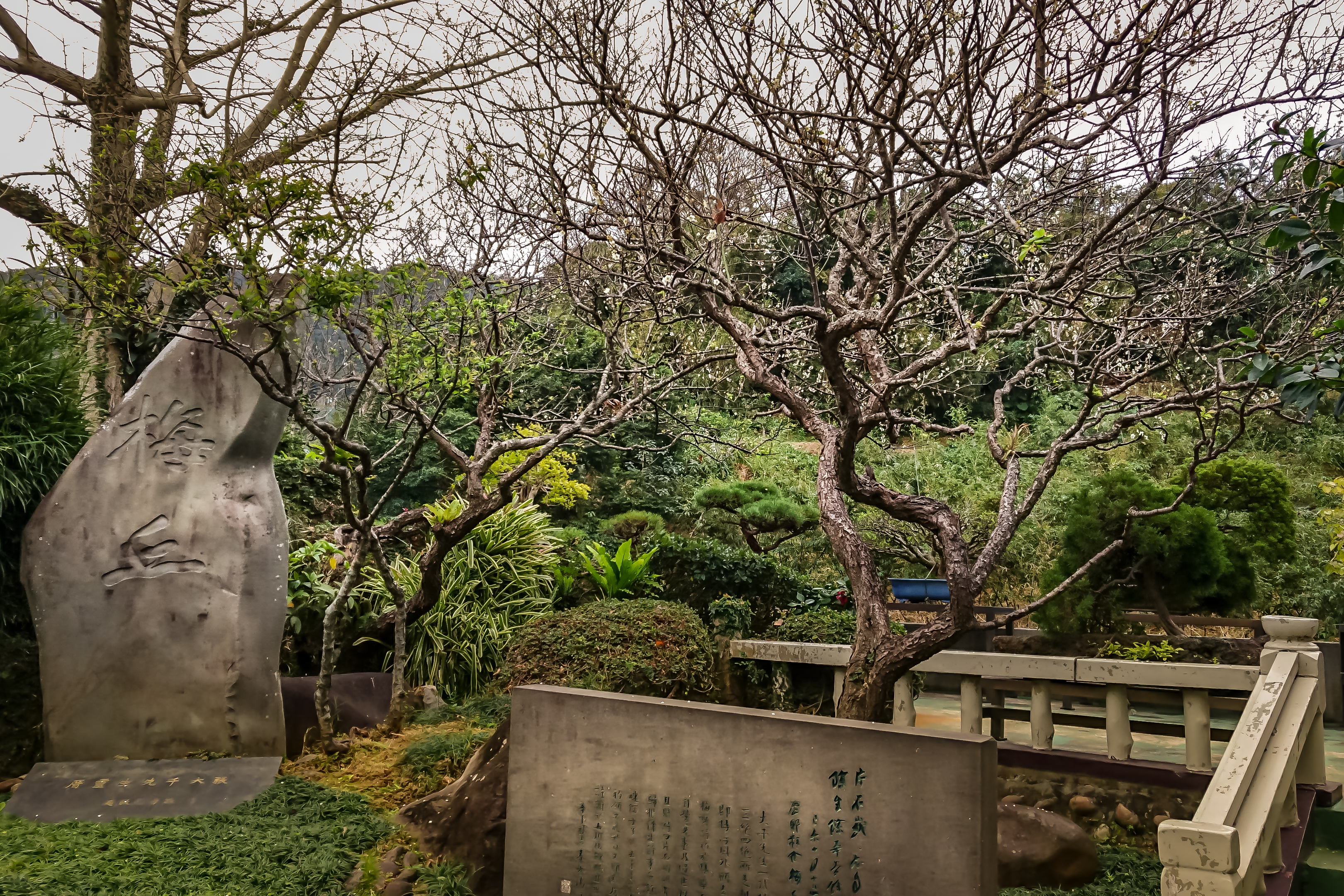
梅丘（張大千先生靈厝）

  - 會客廳：牆上懸有民國71年所得中正勳章，以及與溥心畬、畢卡索的合照。
  - 大畫室：設有張大千蠟正揮毫作畫的蠟像，牆壁懸掛敦煌石窟前留影、兄長照片、母親與老師的書畫作品等。
  - 小會客室：圓為張大千夫人接待女賓的場所，其內有放置奇石。
  - 餐廳：牆上懸掛「賓筵食帖」，為張大千書寫宴請嘉賓的菜單。

- 二樓
  - 裱畫室：因張大千重視裝裱設計，特闢空間請師父裱褙。
  - 小畫室：張大千創作小幅作品場地，壁上掛鐘停在上午8:10，以紀念張大千辭世的時間。

庭園
- 影娥池
- 翼然亭
- 分寒亭
- 烤亭：烤肉的地方，爐架外放置醃製四川泡菜的陶甕。前豎巨石摹刻「大千居士乞食圖」。
- 梅丘：庭園的巨石群，張大千摹刻親書「梅丘」，並選為長眠之所。
- 飼養動物：錦鯉、長臂猿、錦雞、灰鶴。

## 資料來源
1. ↑  .   [2021-05-21] （中文（臺灣））. 免費參觀（請於一週前至故宮網站線上預約）

## 外部連結
- 張大千先生紀念館 （页面存档备份，存于）（中文）（英文）（日語）